# Sydfyenske Dampskibsselskab

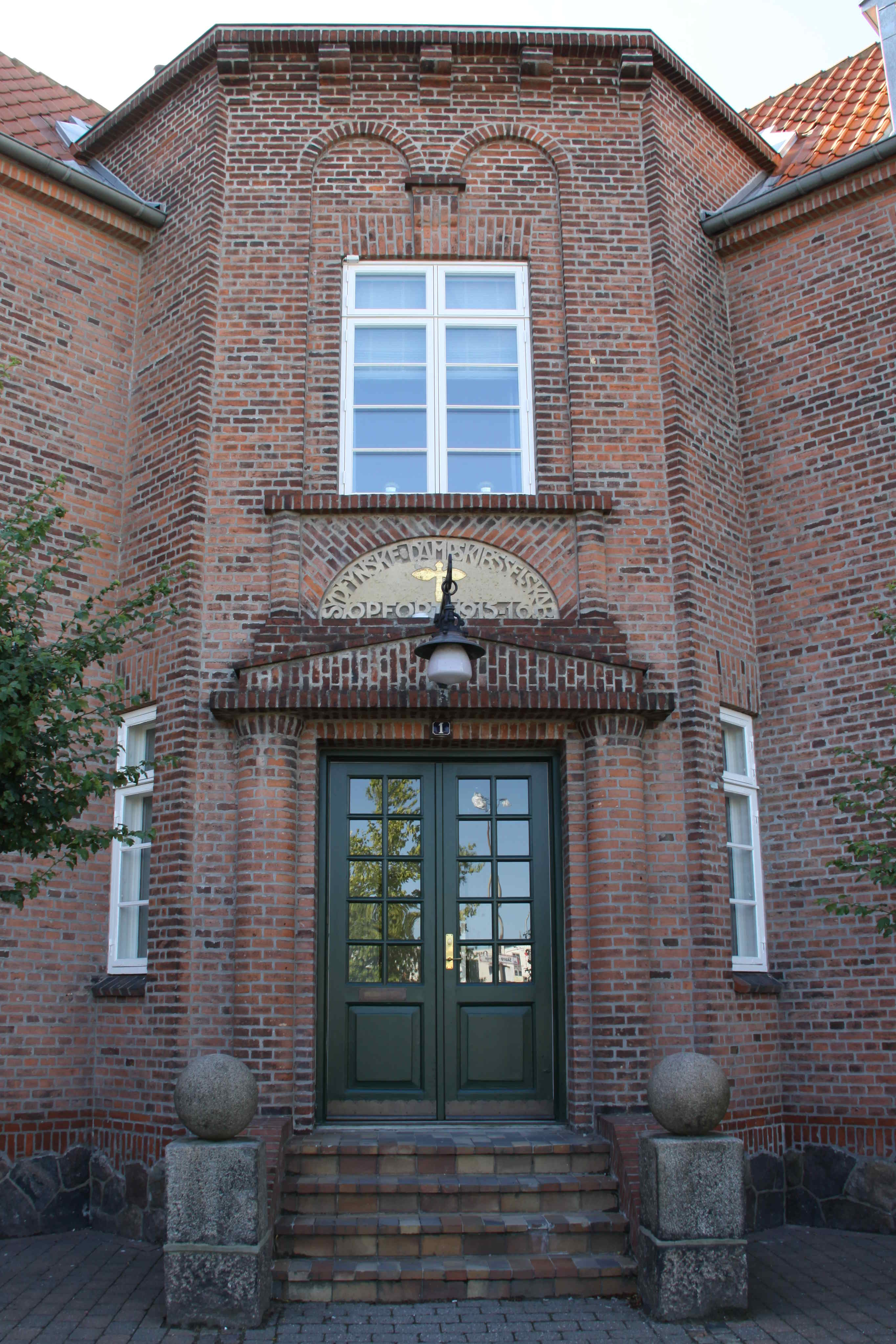
Eingang der ehemaligen Verwaltung

Die Sydfyenske Dampskibsselskab A/S (SFDS) war eine dänische Reederei, die Verbindungen von und nach Langeland sowie anderen Inseln in der Dänischen Südsee (dänisch Sydfynske Øhav) bediente.

## Geschichte
Die Reederei wurde am 20. Juli 1875 gegründet. Die Hauptverwaltung war auf der Jessens Mole in Svendborg. 1878 wurde die Gesellschaft in eine Aktieselskab (A/S) umgewandelt.

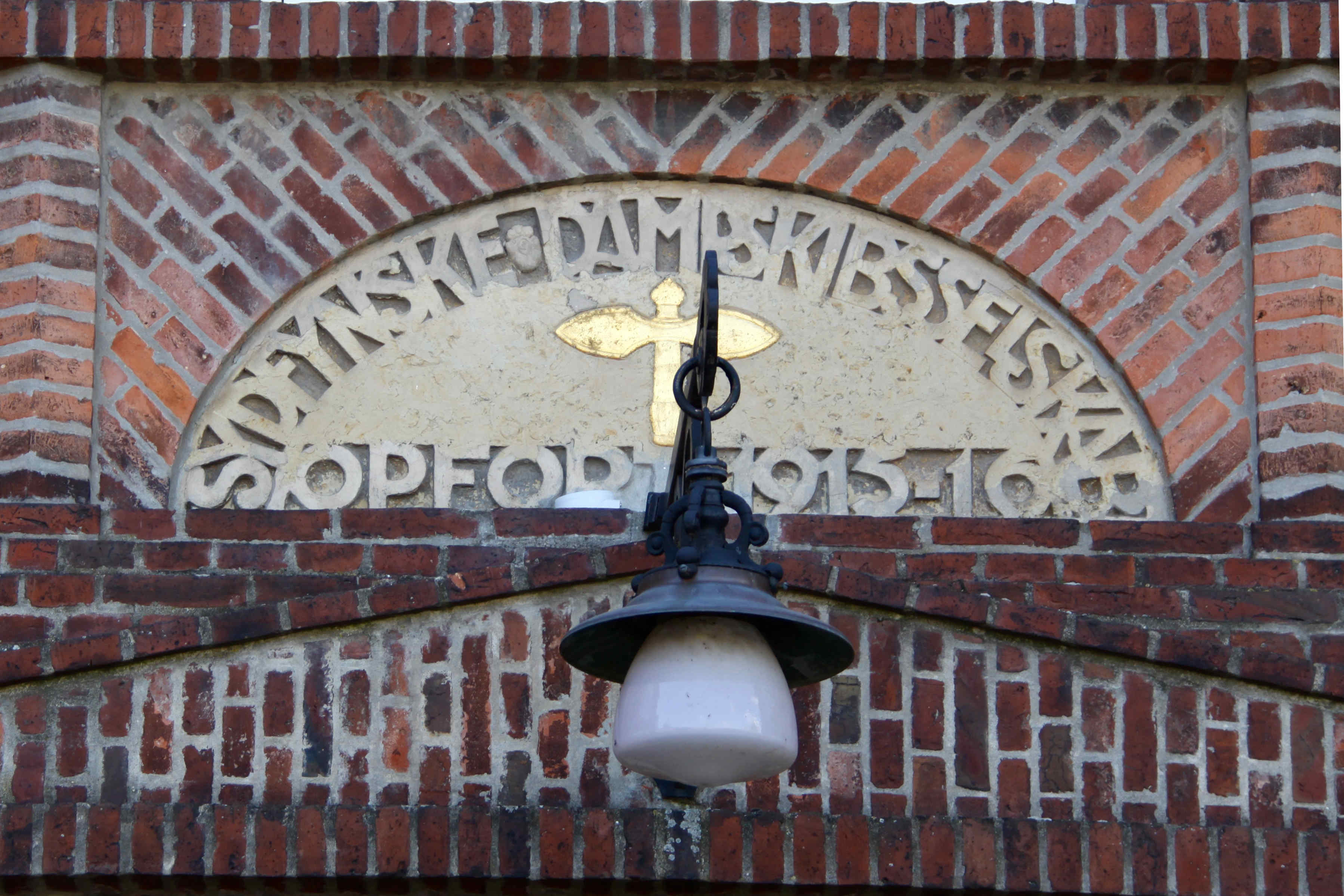
Schriftzug über dem Eingang der ehemaligen Verwaltung

Am 13. Juli 1878 erfolgte mit dem Dampfschiff Thor der erste Einsatz eines Schiffes der Gesellschaft auf der Strecke Svendborg–Nakskov–Lübeck. 1884 erwarb die Gesellschaft die Bedienungsrechte im Langelandsbælt und übernahm am 1. Mai des gleichen Jahres die D/S Svendborgsund sowie die Strecke Svendborg–Vemmenæs. Die Faaborg Dampskibsselskab wurde am 26. November 1884 übernommen. 1885 erfolgte die Übernahme der Fährlinie Rudkøbing – Svendborg. Die A/S Sunddamperne in Svendborg wurde 1900 übernommen und ab 1905 die Küstenroute entlang der Insel Langeland bedient. Zwischen 1912 und 1920 befuhr die Gesellschaft die Strecke zwischen Bandholm und den umliegenden kleinen Inseln (Øerne).
1991 erfolgte eine Aufteilung in zwei Teile: eine Muttergesellschaft, die den Namen behielt sowie eine Verkehrsgesellschaft, die SFDS 1991 af A/S genannt wurde. Am 15. August 1996 kaufte DSB Rederi, die spätere Scandlines, die Aktien der SFDS af 1991 A/S. Am 1. Januar 2008 wurde die Muttergesellschaft von Clipper Group A/S übernommen. In Zusammenarbeit mit Bornholmstrafikken wurde die Verkehrsgesellschaft Nordic Ferry Services gegründet, die weitere Strecken bediente und am 14. Januar 2011 in die Reederei Færgen überführt wurde.

## Weitere Fährlinien
- Fährverbindung Svendborg–Rudkøbing bis 30. September 1962
- Lohals–Korsør
- Spodsbjerg–Nakskov (bis 1975)
- Spodsbjerg–Tårs (ab 1975)